# Unterbrechung (Recht)
Die Unterbrechung ist im deutschen Verfahrensrecht eine Situation, in der das Gericht keine weiteren Verfahrenshandlungen vornimmt. Die Regelungen zur Unterbrechung eines Verfahrens sind in §§ 239–252 ZPO geregelt.

## Unterbrechung im engeren Sinne
Die Unterbrechung im engeren Sinne findet stets von Gesetzes wegen statt, eines ausdrücklichen Beschlusses durch das Prozessgericht bedarf es nicht. Die Unterbrechung ist für folgende Fälle geregelt:

### Tod der Partei
Nach § 239 ZPO tritt im Falle des Todes einer Partei eine Unterbrechung des Verfahrens ein. Dies gilt nicht, wenn der Verstorbene durch einen Prozessbevollmächtigten vertreten war (§ 246 Abs. 1 HS 1 ZPO). Das Gericht ordnet aber auf Antrag die Aussetzung des Verfahrens an (§ 246 Abs. 1 HS 2, § 248 ZPO). Die Rechtsnachfolger sind berechtigt, das Verfahren aufzunehmen (§ 239 Abs. 1, § 250 ZPO). Geschieht dies nicht, kann das Gericht auf Antrag des Gegners die Rechtsnachfolger persönlich laden und bei Nichterscheinen das Verfahren wieder fortführen (§ 239 Abs. 2 ZPO).
Sofern es sich um ein höchstpersönliches Recht handelt, das nicht auf Dritte übertragbar ist, kommt ein Parteiwechsel nicht in Betracht. Vielmehr tritt durch den Tod des Rechtsinhabers Erledigung in der Hauptsache ein. Über die Verfahrenskosten und die notwendigen Auslagen der Beteiligten wird entsprechend § 91a ZPO entschieden.
Die Vorschriften über den Tod der Partei sind nach § 242 ZPO bei Streitigkeiten eines Vorerben entsprechend anzuwenden, wenn die Nacherbfolge eintritt.
Stirbt im Anwaltsprozess der Anwalt einer Partei oder wird er prozessunfähig, sind nach § 244 ZPO die Regelungen über den Tod der Partei entsprechend anzuwenden.

### Eröffnung des Insolvenzverfahrens
Wird über das Vermögen der Partei das Insolvenzverfahren eröffnet und betrifft der geltend gemachte Anspruch die Insolvenzmasse, ist das Verfahren nach § 240 ZPO bis zum Abschluss des Insolvenzverfahrens unterbrochen. Dies gilt auch beim Nachlassinsolvenzverfahren.

### Prozessunfähigkeit
Verliert die Partei während des laufenden Verfahrens ihre Prozessfähigkeit (z. B. infolge eines Unfalls), stirbt der gesetzliche Vertreter einer prozessunfähigen Partei oder endet seine Vertretungsbefugnis, ist das Verfahren nach § 241 ZPO unterbrochen, bis ein neuer gesetzlicher Vertreter bestellt ist und dieser dem Gericht seine Vertretungsbefugnis anzeigt.
Diese Vorschriften sind nach § 243 ZPO entsprechend anzuwenden, wenn für den Nachlass einer verstorbenen Partei ein Nachlasspfleger oder die Testamentsvollstreckung angeordnet wurde.

### Kriegsfall
Seit dem Jahre 1945 nicht mehr von praktischer Relevanz war die Regelung des § 245 ZPO, wonach das Verfahren unterbrochen ist, wenn das Gericht durch einen Krieg oder ein anderes Ereignis nicht mehr funktionsfähig ist. Im Jahr 2020 wurde die Vorschrift im Rahmen der Coronavirus-Pandemie wieder verstärkt diskutiert. Eine solche Pandemie kann durchaus ein Fall sein, der § 245 ZPO unterfällt. Jedoch regelt § 245 ZPO die vollständige Einstellung der Tätigkeit des Gerichts aufgrund des Ereignisses. Das greift nicht, wenn das Gericht doch per Homeoffice und Notbetrieb arbeitsfähig bleibt.

## Aussetzung des Verfahrens
Anders als eine Unterbrechung des Verfahrens tritt die Aussetzung nicht von Gesetzes wegen ein, sondern nur auf einen ausdrücklichen Beschluss durch das Prozessgericht hin.

### Aussetzung bei anwaltlicher Vertretung
Nach § 246 ZPO tritt eine Unterbrechung des Verfahrens ungeachtet der vorherigen Regelungen nicht ein, wenn die betroffene Partei anwaltlich vertreten ist. Der Anwalt kann jedoch in diesen Fällen eine Aussetzung des Verfahrens bei Gericht beantragen.

### Aussetzung im Kriegsfall
Ähnlich wie die obige Parallelregelung ist auch die Regelung des § 247 ZPO ohne praktische Relevanz, wonach das Gericht von Amts wegen das Verfahren aussetzen kann, wenn eine Partei aufgrund eines Krieges nicht mehr mit dem Gericht kommunizieren kann.

### Aussetzung in sonstigen Fällen
Die Aussetzung des Verfahrens kann auch in sonstigen Fällen gemäß § 248 ZPO beim Prozessgericht beantragt werden. Das Gesetz nennt hierbei fünf Fälle, in denen eine Aussetzung des Verfahrens in Betracht kommt, von denen die ersten beiden Fälle in der Praxis am bedeutendsten sind:
- Aussetzung bei Vorgreiflichkeit (§ 148 ZPO): Ist ein Parallelverfahren anhängig, dessen Entscheidung vorgreiflich für den Ausgang des hiesigen Verfahrens ist und ist es deswegen tunlich, den Ausgang des Parallelverfahrens abzuwarten, kann das Gericht das Verfahren bis zum Abschluss dieses Verfahrens aussetzen.
- Aussetzung bei Verdacht einer Straftat (§ 149 ZPO): Stellt sich im Rechtsstreit heraus, dass ein Verfahrensbeteiligter eine Straftat begangen haben könnte und ist diesbezüglich ein Strafverfahren bei den Ermittlungsbehörden anhängig, kann das Gericht das Verfahren bis zum Abschluss des Strafverfahrens aussetzen. Ist ein Jahr vergangen, ohne dass eine Entscheidung im Strafverfahren ergangen ist, kann das Gericht auf Antrag einer Partei das Verfahren fortsetzen, sofern nicht gewichtige Gründe für eine weitere Aussetzung sprechen.

Die anderen drei im Gesetz genannten Fälle spielen hauptsächlich in familienrechtlichen Streitigkeiten eine Rolle. Es sind die Aussetzung bei Antrag auf Eheaufhebung (§ 152 ZPO), die Aussetzung bei einer anhängigen Vaterschaftsanfechtungsklage (§ 153 ZPO) und die Aussetzung bei Streit über das Bestehen einer Ehe oder eines Kindschaftsverhältnisses (§ 154 ZPO).
Über die Frage der Aussetzung kann das Gericht ohne mündliche Verhandlung entscheiden. Gegen eine Entscheidung über die Aussetzung des Verfahrens ist nach § 252 ZPO das Rechtsmittel der sofortigen Beschwerde gegeben.

## Ruhen des Verfahrens
Das Ruhen des Verfahrens kann nach § 251 ZPO mit Zustimmung beider Parteien angeordnet werden, wenn dies etwa wegen laufender Vergleichsverhandlungen sinnvoll ist. Allerdings führt das Ruhen des Verfahrens auch dazu, dass der Lauf von
bürgerlich-rechtlichen Verjährungsfristen nicht länger gehemmt ist und somit Ansprüche während eines ruhendgestellten Verfahrens verjähren können.
Ausnahmsweise kann das Gericht das Ruhen des Verfahrens nach § 251a ZPO von Amts wegen anordnen, wenn beide Parteien nicht zur mündlichen Verhandlung erscheinen und das Gericht nicht nach Aktenlage entscheidet oder die Verhandlung vertagt.

## Folgen von Aussetzung und Unterbrechung
Aussetzung und Unterbrechung haben nach § 249 ZPO zur Folge, dass prozessuale Fristen nicht weiter laufen, sondern vielmehr nach Fortführung des Verfahrens von neuem beginnen. Prozesshandlungen einer Partei während der Unterbrechung oder Aussetzung eines Verfahrens entfalten keinerlei rechtliche Wirkung.
Tritt die Unterbrechung oder Aussetzung nach der mündlichen Verhandlung, aber noch vor Verkündung des Urteils ein, ist das Gericht dadurch nicht an der Verkündung gehindert.